# Berta Meglič
Berta Meglič, slovenska mojstrica filmske maske, * 21. junij 1929, Ljubljana, † 26. december 2006, Ljubljana.
Megličeva se je po frizerski, kozmetični in lasuljarski šoli specializirala v filmskih šolah v Beogradu (1948/1949) in Parizu (1960). 
Berta Meglič je kot maskerka začela delati pri filmu Na svoji zemlji. V bogatem ustvarjalnem življenju je  soustvarjala pestro galerijo filmskih likov v nekaj najbolj znanih slovenskih filmih, kot so Srečno Kekec, Ne joči Peter, Kala, Vesna, Vdovstvo Karoline Žašler, Idealist. Vsega skupaj je sodelovala pri okoli 50-tih slovenskih filmih.
Sodelovala je še pri okoli 150 jugoslovanskih in tujih filmih, dejavna pa je bila tudi na televiziji. Njeno delo so poznali in visoko cenili tudi v drugih takrat jugoslovanskih kinematografijah, kjer so jo vabili prav na maskersko zahtevnejše filme. Med drugim je oblikovala masko v vojnem spektaklu Bitka na Neretvi. Oblikovala je maske nekaterim svetovno znanim filmskim igralcem (Jean Gabin, Burt Lancaster, Orson Welles).